# Sutoki
Sutoki (ryska: Сутоки) är ett vattendrag i Belarus.   Det ligger i voblasten Vitsebsks voblast, i den norra delen av landet, 240 km nordost om huvudstaden Minsk.
Omgivningarna runt Sutoki är en mosaik av jordbruksmark och naturlig växtlighet. Runt Sutoki är det glesbefolkat, med 10 invånare per kvadratkilometer.